# Przytyk (village)
Pour les articles homonymes, voir Przytyk.
Przytyk (prononciation : [ˈpʂɨtɨk]) est un village polonais de la gmina de Przytyk dans le powiat de Radom de la voïvodie de Mazovie dans le centre-est de la Pologne.
Le village est le siège administratif (chef-lieu) de la gmina appelée gmina de Przytyk.
Il se situe à environ 20 kilomètres à l'ouest de Radom (siège de le powiat) et à 84 kilomètres au sud de Varsovie (capitale de la Pologne).
Le village compte approximativement une population de 990 habitants en 2006.

## Histoire
Pendant des siècles, Przytyk appartenait à la voïvodie de Sandomir, et possédait un statut de ville de 1333 à 1869.
En mars 1936, la ville est un shtetl composé à 80 % de juifs et il s'y déroule des violences antisémites commises par des paysans lors du Pogrom de Przytyk.
De 1975 à 1998, le village appartenait administrativement à la voïvodie de Radom.